# Bone: Out from Boneville
Bone: Out from Boneville (deutscher Titel: Bone – Flucht aus Boneville) ist ein vom US-Studio Telltale Games entwickeltes, im September 2005 veröffentlichtes Adventure-Computerspiel, das auf den Bone-Comics von Jeff Smith basiert. Die von der Firma für Out from Boneville entwickelte Spiel-Engine Telltale Tool wurde später auch für alle weiteren Spiele des Studios eingesetzt. 2006 erschien der Nachfolger Bone: The Great Cow Race.

## Handlung
Die Cousins Fone, Phoney und Smiley Bone wurden gezwungen, ihre Heimatstadt Boneville zu verlassen. Nur mit einer Landkarte bewaffnet finden sie sich in einer riesigen Wüste wieder, wo sie bald darauf getrennt werden. Auf der Suche nach seinen Cousins und dem Rückweg nach Bonesville trifft Fone in einem Wald auf ein Mädchen namens Thorn, welches ihn auf die Farm ihrer Großmutter mitnimmt, wo er auf Phoney trifft. In der Nacht wird die Farm von rattenartigen Kreaturen angegriffen, die Bones werden jedoch von einem roten Drachen gerettet. Am nächsten Tag brechen die Bones zur Stadt Barrelhaven auf, wo ein Kuhrennen stattfinden soll.

## Spielprinzip und Technik
Bone ist ein 3D-Point-and-Click-Adventure. Aus Polygonen zusammengesetzte, dreidimensionale Figuren agieren in ebenfalls dreidimensionalen Kulissen; im Hintergrund werden gelegentlich (zum Beispiel bei weit entfernten Landschaften) handgezeichnete Bilder eingebunden. Zum Einsatz kam die Engine Telltale Tool. Mit der Maus kann der Spieler seine Spielfigur durch die Örtlichkeiten bewegen und mit den Maustasten Aktionen einleiten, die den Spielcharakter mit seiner Umwelt interagieren lassen. Fone und Phoney können so Gegenstände finden, sie auf die Umgebung oder andere Gegenstände anwenden und mit NPCs kommunizieren. Mit fortschreitendem Handlungsverlauf werden weitere Orte freigeschaltet. Die Kamera zeigt dabei das Geschehen aus einer frontalen Perspektive; verlässt der Spieler innerhalb eines Raumes das Sichtfeld, bewegt sich die Kamera in die jeweilige Richtung mit. Dialoge finden über kontextbezogene Auswahlmenüs statt. Gelegentlich wird die Handlung von sogenannten Minispielen unterbrochen, in denen der Spieler Geschicklichkeit an Stelle von Denkvermögen aufbringen muss. Zwischensequenzen finden komplett in Spielgrafik statt.

## Produktionsnotizen
Die Comicserie Bone wurde von Jeff Smith zwischen 1991 und 2004 veröffentlicht. Insgesamt entstanden 55 in Schwarz/Weiß gezeichnete Folgen; 2004 wurde eine colorierte Fassung veröffentlicht.
Telltale Games bestand aus einer Gruppe ehemaliger Mitarbeiter von LucasArts. Diese hatten dort zuletzt am Nachfolger des populären Adventures Sam & Max Hit the Road gearbeitet, als sich LucasArts entschloss, das Projekt und die Produktion von Adventures generell einzustellen und zahlreiche Mitarbeiter zu entlassen. Anfang 2005 verkündete Telltale Games, die bis dahin nur die Poker-Simulation Telltale Texas Hold'em veröffentlicht hatten, dass sie eine Lizenz für die Umsetzung der Bone-Comics als Computerspiel erworben hätten und an einer Umsetzung arbeiten würden.
Das Spiel wurde zunächst nur in englischer Sprache und ausschließlich über die Website von Telltale Games veröffentlicht. Im März 2007 erschien eine durch den deutschen Publisher bhv Software initiierte, deutschsprachige Fassung mit dem Untertitel Flucht aus Boneville.
2006 wurde Bone auf das Betriebssystem Mac OS portiert. Im selben Jahr erschien mit Bone: The Great Cow Race (deutscher Titel: Bone – Das große Kuhrennen) ein zweiter Teil des Spiels. Unter dem Titel Bone Gold wurden die beiden Episoden 2007 gemeinsam wiederveröffentlicht.

## Rezeption
Bone: Out from Boneville erhielt mittelmäßige Bewertungen. Die Rezensionsdatenbank Metacritic aggregiert 19 Rezensionen zu einem Mittelwert von 68.
Das Fachmagazin Adventure-Treff lobte eine „fantastische Welt, lebendige Dialoge und ungewöhnliche Charaktere mit unwahrscheinlich viel Charme“, kritisierte aber die geringe Spieltiefe und -zeit sowie ein daraus resultierendes, wenig ansprechendes Preis-Leistungs-Verhältnis.
IGN urteilte, dass Bone: Out from Boneville den Geist der Comicserie gut einfange, dabei aber als Spiel zu wünschen übrig lasse: Es lasse an Spieltiefe, Gameplay und Feinschliff vermissen.